# Museo naturalistico didattico Patrizio Rigoni
Il Museo naturalistico didattico Patrizio Rigoni è un museo territoriale dell'Altopiano dei Sette Comuni, ubicato ad Asiago in provincia di Vicenza e indirizzato alla divulgazione della storia naturale del territorio. Dal 2016 è parte della rete Musei Altovicentino.

## Storia
Il museo è stato fondato nel 1999 da Patrizio Rigoni, all'epoca maestro presso la scuola primaria di Asiago. Oltre che insegnante, Rigoni era anche ricercatore, scrittore, tassidermista e fotografo; grazie al suo impegno e alle sue donazioni il museo fu portato a un primo stadio di completamento nel 2002, anno in cui ebbero inizio anche le prime proposte didattiche e turistiche. Da allora il museo ha continuato ad evolversi negli anni e ad arricchire la propria collezione, adeguando le proprie strutture e seguendo l'innovazione tecnologica. Nel 2009, anno successivo alla scomparsa di Patrizio Rigoni, il museo è stato intitolato al suo fondatore; nel 2016 è entrato a far parte della rete Musei Altovicentino assieme ad altri musei della provincia di Vicenza.

## Sede

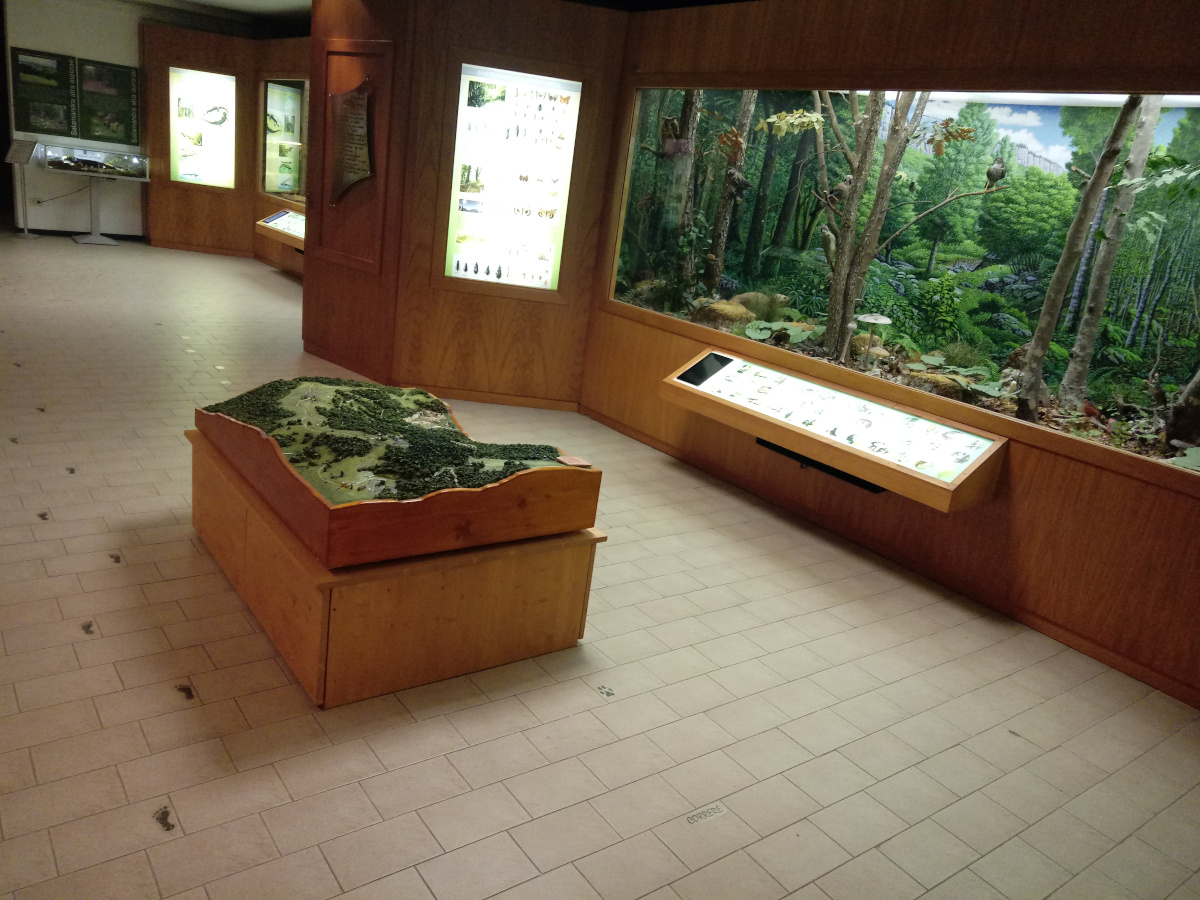
Sala con il diorama sul bosco misto.

Il museo è situato al piano terra dell'istituto di scuola primaria Patrizio Rigoni. L'intero spazio è suddiviso in:
- una sala d'ingresso
- due sale principali dove sono contenuti 4 diorami, 13 vetrine tematiche e un simulatore di ambiente di grotta
- una scala ed una terza sala al primo piano che ospitano le mostre temporanee
- un'aula didattica di educazione ambientale

## Collezioni
Il Museo espone e custodisce in via principale le collezioni naturalistiche del "Maestro Patrizio", ideatore e fondatore del museo, oltre ad alcune altre donazioni, come per esempio la collezione "Lomazzi" acquisita negli anni novanta dall'Unione montana Spettabile Reggenza dei Sette Comuni.

### Collezione entomologica
La collezione è formata da circa 30 scatole entomologiche per un totale stimato di 1 200 esemplari. Collezione rappresentativa dell'entomofauna dell'Altopiano e del Vicentino raggruppa principalmente esemplari di Coleotteri, Carabidi, Lepidotteri ed Eterotteri catturati prevalentemente nell'area del Vicentino. Molto materiale è da determinare.

### Collezione ornitologica

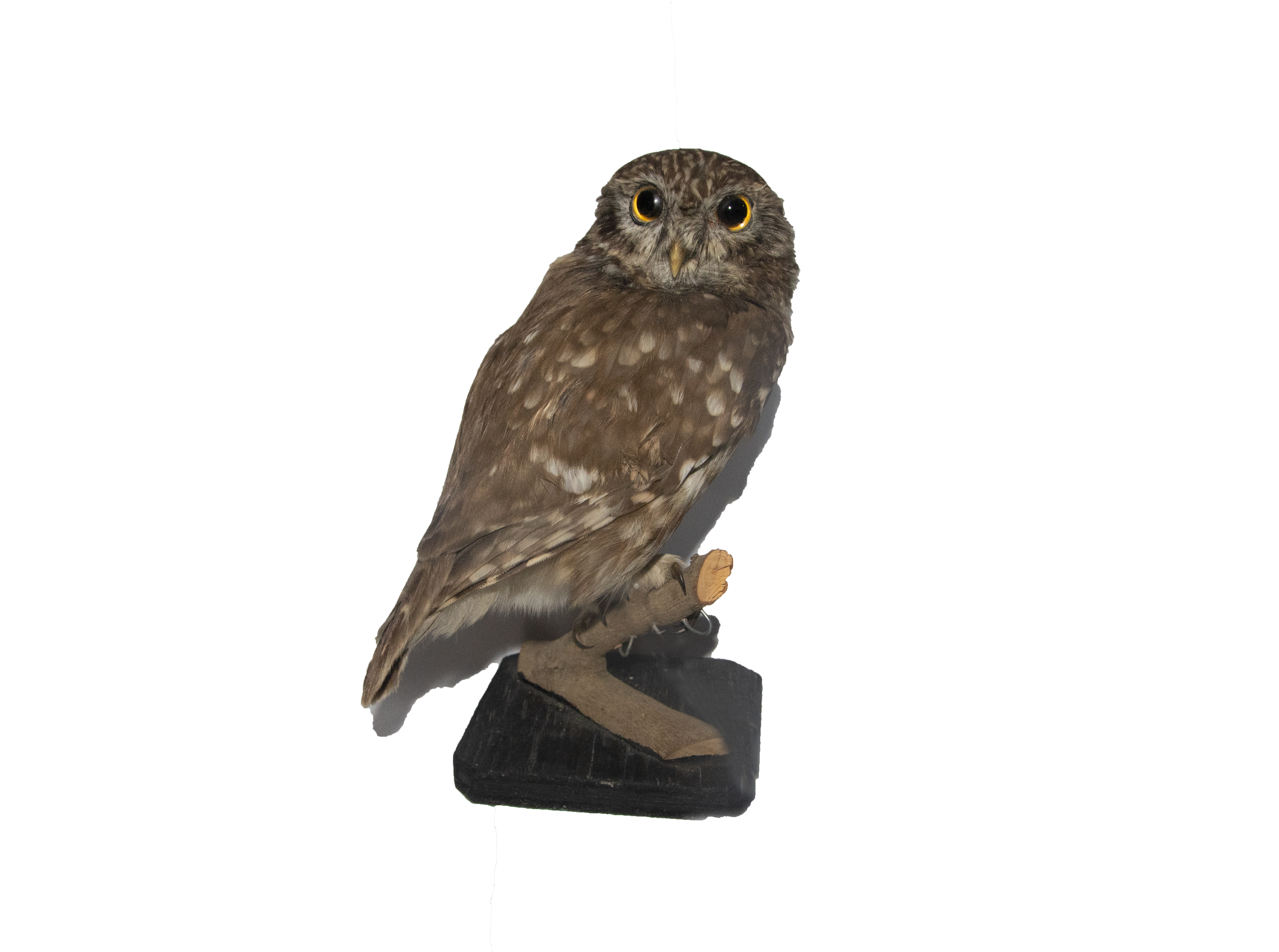
Una Civetta comune (Athene noctua) tassidermizzata esposta nel museo.

Collezione di uccelli, costituita soprattutto da esemplari montati con qualità tassidermica eccelsa. I reperti appartengono a 150 specie differenti e sono quasi tutti corredati dai dati di cattura; la provenienza è in gran parte locale Altopiano e alcuni dalla provincia di Vicenza. Per la maggior parte sono stati tassidermizzati dal Maestro Patrizio che ha denunciato le collezioni all'Amministrazione Provinciale; 1 500 esemplari.

### Collezione micro e macromammiferi
Raccolta di esemplari di micro e macromammiferi tassidermizzati, rinvenuti nel territorio dell'Altopiano. Sono qui esposti 150 esemplari, tra gli altri, ungulati, canidi, roditori, lagomorfi.

### Collezione chirotterologica
Contiene pipistrelli conservati a secco e alcuni in alcool. Gli esemplari sono stati raccolti nel vicentino; 6 esemplari.

### Collezione osteologica macromammiferi e avifauna

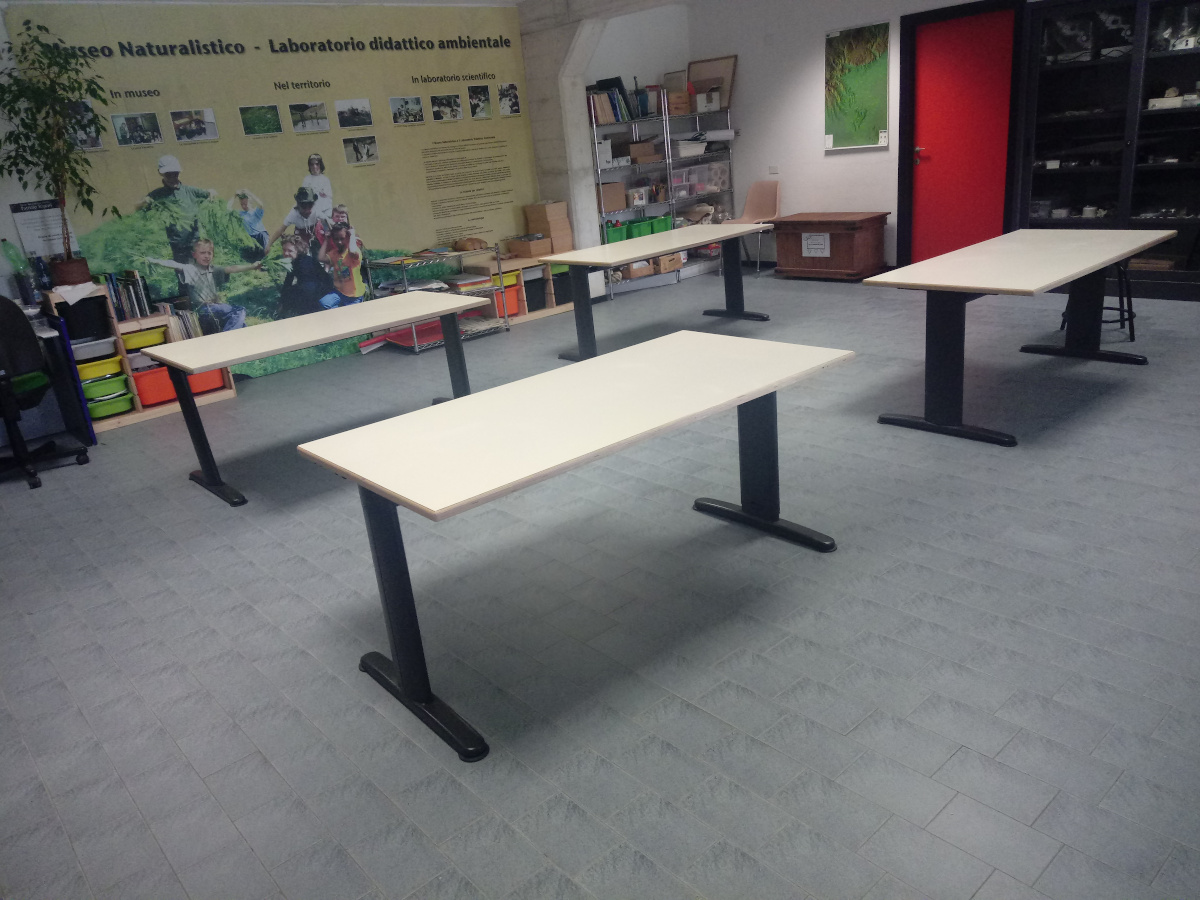
Laboratorio didattico.

Conserva crani, mandibole e ossa varie di macrovertebrati e raccoglie inoltre prevalentemente crani di uccelli. I reperti sono conservati in sacchetti di plastica chiusi a pressione e scatole; 200 esemplari.

### Collezioni in alcool
Circa 40 esemplari di erpetofauna conservati in alcool ed esuvie. Circa 30 provette contenenti invertebrati in alcool. Materiale eterogeneo, raccolto prevalentemente nel Vicentino. Collezione Ittiologica in alcool formata da poche unità di campioni. Il materiale proviene esclusivamente dal territorio della provincia di Vicenza; 5 esemplari.

### Collezioni didattiche
Il Laboratorio annesso al Museo raccoglie molti campioni ad uso didattico tra cui strobili, parassitismo su piante vascolari, campioni di vegetali con galle e alterazioni dell'apparato vegetale da parte di larve e insetti adulti, assieme a molto altro materiale.

## Percorso espositivo

### Diorami

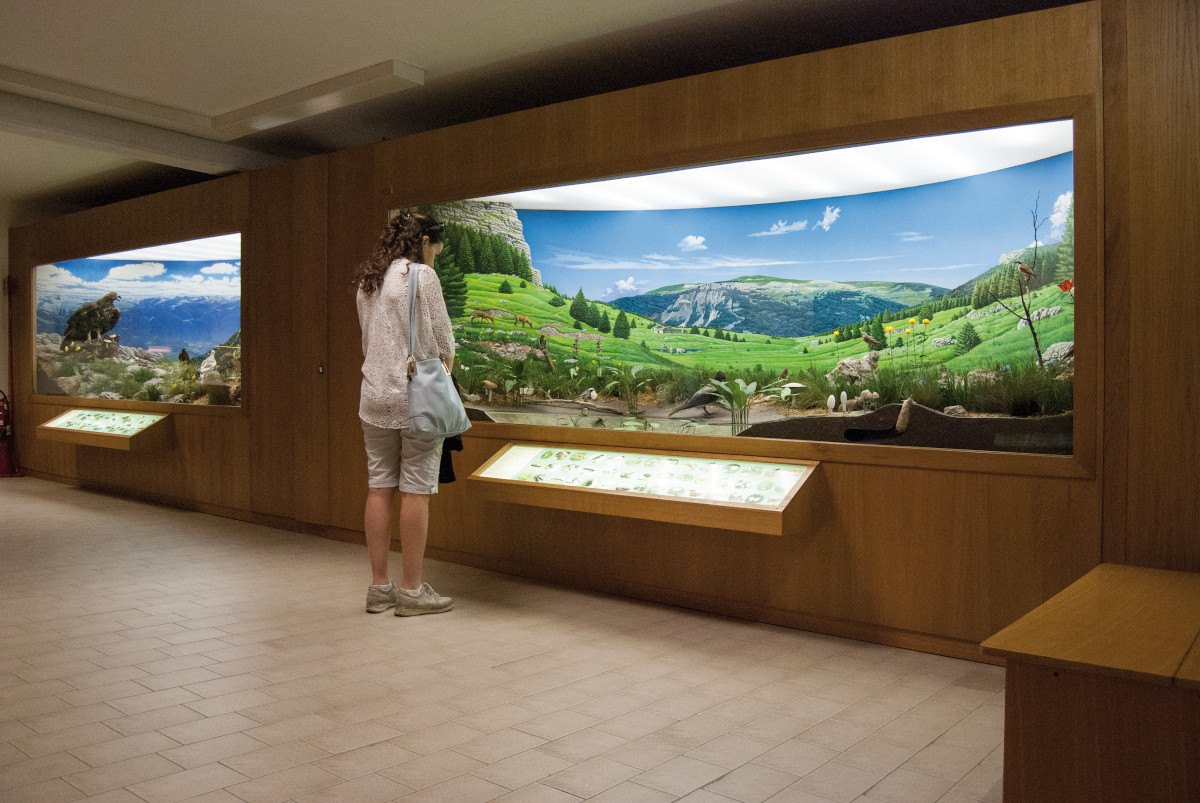
Il diorama dove è rappresentato il pascolo con la malga e, in secondo piano, quello dedicato alla zona alta.

Nel museo sono presenti 4 diorami principali che illustrano le varietà di flora e fauna caratteristiche del territorio dell'Altopiano. Esse sono distribuite seguendo le più comuni tipologie di habitat naturali che si possono incontrare alle diverse altitudini, creando la seguente suddivisione di diorami:
- Il bosco misto e la faggeta[5]
- La pecceta[6]
- La pozza d'alpeggio[7]
- La zona alta[8]

Ogni diorama presenta una collezione di animali, piante e funghi che si possono trovare nel rispettivo habitat naturale. Alcune sagome dipinte a mano raffigurano i tipici ambienti di montagna e fanno da sfondo ai soggetti dei diorami.

### Vetrine tematiche
In aggiunta ai diorami principali sono presenti 13 vetrine tematiche, dove vengono esposti ulteriori elementi della collezione. Generalmente in ogni vetrina viene illustrata una tematica inerente al regno animale, come il mimetismo o le nidificazioni, ed in ognuna sono presenti vari elementi faunistici accomunati da quest'ultima. Ogni tematica viene ulteriormente approfondita da alcune didascalie che descrivono gli argomenti trattati in modo dettagliato. Attualmente nelle vetrine sono esposte le seguenti tematiche:

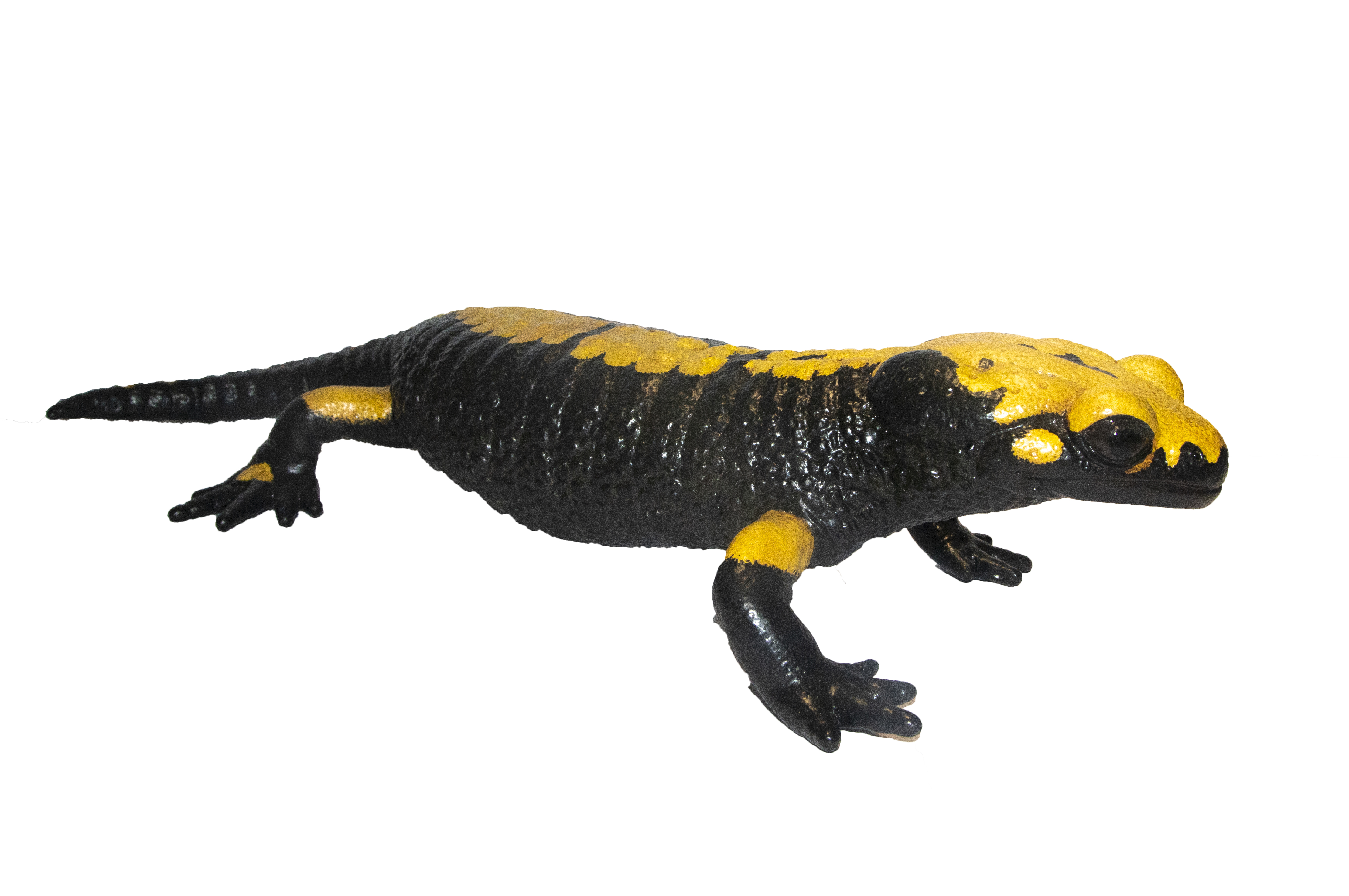
La salamandra di Aurora (Salamandra atra aurorae), sottospecie di salamandra alpina che vive solo in una ristretta area dell'altopiano dei Sette Comuni.

- I picidi
- Il mimetismo
- Le nidificazioni
- Il gufo reale
- Le migrazioni

- La salamandra di Aurora
- I grandi predatori
- Gli insetti sociali
- Gli ungulati
- I micro e macro mammiferi
- I rapaci
- I tetraonidi
- Gli adattamenti invernali

### Exhibit multimediali
All'interno delle sale principali sono presenti alcuni strumenti multimediali che permettono di arricchire l'esperienza di visita al museo. Attualmente sono presenti:
- un simulatore interattivo di ambiente di grotta, che descrive le principali cavità presenti nell'Altopiano dei Sette Comuni e con il quale è possibile visitare una grotta virtuale mediante l'uso di uno schermo
- tablet interattivi attraverso i quali ascoltare i versi degli animali presenti nei diorami
- audioguida per accompagnare la visita al museo con una storia per bambini oppure con alcuni racconti tratti dal libro "Pensieri e parole..." di Patrizio Rigoni